# Руднево (Болховский район)
Руднево — село в Болховском районе Орловской области России. Входит в состав Сурьянинского сельского поселения.

## География
Село находится в северной части Орловской области, в лесостепной зоне, в пределах центральной части Среднерусской возвышенности, на правом берегу ручья Студёный (приток реки Нугрь), на расстоянии примерно 11 километров (по прямой) к юго-западу от города Болхова, административного центра района. Абсолютная высота — 214 метров над уровнем моря.
Часовой пояс
Село Руднево, как и вся Орловская область, находится в часовой зоне МСК (московское время). Смещение применяемого времени относительно UTC составляет +3:00.

## Население
| 2002 | 2010 |
| ---- | ---- |
| 130  | ↘120 |

Половой состав
По данным Всероссийской переписи населения 2010 года в гендерной структуре населения мужчины составляли 44,2 %, женщины — соответственно 55,8 %.
Национальный состав
Согласно результатам переписи 2002 года, в национальной структуре населения русские составляли 100 % из 130 чел.

## Транспорт
Через село проходит автодорога 54К-3.

## Улицы
Уличная сеть села состоит из трёх улиц.

## Великая Отечественная война
Вечный огонь вновь зажжён  10 ноября 2014 года.
Перезахоронение проводили в 1960-е годы из деревень: Ветрово, Долбилово, Калинин, Моисеева, Сурьянино, Сухочево, Струково, Цембулово, Шемякино.
В братской могиле захоронено 697 советских солдат, погибших или умерших от ран в январе 1942 года., а также с началом ввода в бой 4 танковой армии в операции "Кутузов" с 26 июля 1943 года во время боёв за деревни: Руднево, Ветрово, Долбилово, Калинин, Моисеева, Сурьянино, Сухочево, Струково, Цембулово, Шемякино. Известны имена из 250, 252 Гв.стр.полков 83 Гв.стр.див; 539 стр. полка 108 стр. див; 1180 стр.п. 350 стр.див; 3 стр.п. 106 стр.див; 136, 233 стр.п. 97 стр.див; 539 стр.п. 108 стр.див; 32 Гв.стр.п. 12 Гв.стр.див; 16, 17, 18 Гв.мехбригады; 36 отд.танковой бригады, 20 тбр, 65 тбр, 12 мсбр, 1493 САП, входившие в 11 танковый корпус 4 танковой армии в боях с 26.07 43 по 29.07.43, а также бойцы 70 тбр 5 тк; 251 кавалерийского полка; 132 отд.штрафной роты; 41 танковой бригады; 30 танкового корпуса.